# Karl Robatsch
Karl Robatsch (Klagenfurt, 14 ottobre 1929 – Klagenfurt, 19 settembre 2000) è stato uno scacchista e botanico austriaco.

## Biografia
Diventato nel 1961 il terzo Grande maestro austriaco (dopo Ernst Grünfeld ed Erich Eliskases), Robatsch rappresentò dal 1954 al 1994 l'Austria in 11 Olimpiadi degli scacchi (10 volte in prima scacchiera). Alle olimpiadi di  Lipsia 1960 realizzò 13,5/16, vincendo la medaglia d'oro in prima scacchiera. Nella teoria delle aperture, la difesa Robatsch 1. e4 g6, nota anche come difesa moderna, prende il suo nome.

## Palmarès
Principali risultati di torneo:
- 1955:  secondo a Kapfenberg;
- 1957:  secondo a Varna;
- 1960:  vince a Prein il Campionato austriaco;
- 1961:  pari primo con Borislav Milić a Madrid, secondo a Utrecht;
- 1962:  secondo a Wijk aan Zee, dietro a Trifunović;
- 1963:  pari terzo con Borislav Ivkov ad Halle (zonale), dietro a Lajos Portisch e Bent Larsen;
- 1969:  secondo a Venezia, dietro a Hort;
- 1979:  terzo a Vienna.

## Altri interessi
Karl Robatsch è stato anche un grande studioso di botanica, noto in particolare per la classificazione di diverse specie di orchidee.
| Robatsch è l'abbreviazione standard utilizzata per le piante descritte da Karl Robatsch. Consulta l'elenco delle piante assegnate a questo autore dall'IPNI. |